# Paracassina
Paracassina – rodzaj płazów bezogonowych z podrodziny Kassininae w obrębie rodziny sitówkowatych (Hyperoliidae).

## Zasięg występowania
Rodzaj obejmuje gatunki występujące w środkowej Etiopii.

## Systematyka
Rodzaj zdefiniował w 1907 roku włoski herpetolog Mario Giacinto Peracca w artykule poświęconym opisowi nowych taksonów gadów i płazów, opublikowanym w czasopiśmie Bollettino dei Musei di Zoologia e Anatomia Comparata della R. Universita di Torino. Gatunkiem typowym jest (oznaczenie monotypowe) P. obscura. Wcześniejsza nazwa – Rothschildia – którą ukuł w 1905 roku francuski herpetolog François Mocquard, okazała się młodszym homonimem rodzaju motyli opisanego w 1897 roku.

### Etymologia
- Rothschildia: Lionel Walter Rothschild (1868–1937), angielski zoolog[2]. Gatunek typowy (oznaczenie monotypowe): Rothschildia kounhiensis Mocquard, 1905.
- Paracassina: gr. παρα para ‘blisko’; rodzaj Cassina[c] Cope, 1864.
- Tornierella: Gustav Tornier (1859–1938), niemiecki zoolog i paleontolog; łac. przyrostek zdrabniający -ella[3]. Gatunek typowy (oryginalne oznaczenie): Tornierella pulchra Ahl, 1924 (= Rothschildia kounhiensis Mocquard, 1905).
- Mocquardia: François Mocquard (1834–1917), francuski herpetolog[4].

### Podział systematyczny
Do rodzaju należą następujące gatunki:
- Paracassina kounhiensis (Mocquard, 1905)
- Paracassina obscura (Boulenger, 1895)